# Inmigración austríaca en Chile
La inmigración austríaca en Chile tuvo su mayor movimiento migratorio durante el siglo XIX, como parte de la llegada masiva de inmgrantes provenientes de la Confederación Germánica a Chile, principalmente a la zona sur del país.

## Historia

### Inmigración austrohúngara
Muchos inmigrantes provenientes del Imperio austrohúngaro fueron reclutados bajo la Ley de Inmigración Selectiva promulgada por el Gobierno de Chile en 1845, con el objeto de colonizar o poblar localidades escasamente habitadas en el sur del país. Los inmigrantes austríacos rápidamente se unieron con facilidad con otros inmigrantes de origen germánico, como los colonos alemanes y suizos, mayoritariamente en las regiones de La Araucanía, Los Ríos y Los Lagos. La localidad de Los Bajos, en la comuna de Frutillar, fue fundada por inmigrantes austríacos tiroleses de religión luterana, habitantes históricos del Zillertal, quienes fueron expulsados de Austria como parte de las medidas antiprotestantes tomadas por las autoridades de la época. Otro caso de colonización austríaca ocurrió en la localidad de Nueva Braunau, en Puerto Varas, que fue fundada por colonos germanoparlantes procedentes de la localidad de Braunau in Böhmen (actual Broumov en Bohemia, en la República Checa). Asimismo, la localidad de Colonia Humán, que fue una subdelegación absorbida actualmente por la ciudad de Los Ángeles, en la Región del Biobío, contó con la presencia de colonos austrohúngaros germanoparlantes desde su fundación en 1858.
Las autoridades migratorias chilenas también contabilizaban a los inmigrantes croatas como austríacos hasta el término de la Primera Guerra Mundial, cuando los actuales territorios croatas pasaron a conformar parte de Yugoslavia.

### sigloXX
En 1912 fue enviado a Santiago de Chile el misionero católico Martin Gusinde, sacerdote y etnólogo que durante su estadía en el país realizó trabajos antropológicos sobre el pueblo mapuche en un comienzo, para luego viajar a Tierra del Fuego, donde pudo contactar y trabajar con algunos Selknam. Luego de la disolución de Austria-Hungría en 1918, pequeñas oleadas de migrantes austríacos llegaron a Chile principalmente por razones políticas, escapando de las guerras mundiales. Posterior al Anschluss en 1938, grupos de familias judeoaustríacas se refugiaron en Chile escapando del Holocausto. Un grupo conformado por doscientos judíos de origen austríaco fundaron en 1940 en Chile el movimiento «Austria Libre», quienes se consideraban parte de la resistencia al nazismo en el extranjero. Otro aporte importante de los austriacos al país, fue durante la estadía en el país del arquitecto Karl Brunner, quien desarrolló el diseño del Barrio Cívico de Santiago, así como también la explanada central de la Ciudad Universitaria de Concepción. 
Los austriacos católicos residentes en Santiago de Chile y sus descendientes, se unieron a otros germanoparlantes en la comunidad de la Iglesia de Sankt Michael, ubicada en el Barrio Italia, siendo el único templo católico de habla alemana en la capital chilena.

## Personas destacadas
- Eduardo Frei Montalva, Presidente de Chile entre 1964 y 1970, hijo de austríaco de origen suizo.
- Eduardo Frei Ruiz-Tagle, hijo del anterior; Presidente de Chile entre 1994 y 2000.
- Peter Rock, cantante austro-chileno.
- Grete Mostny, científica social austro-chilena.
- Enrique Kirberg, ingeniero y académico chileno.
- Nora Gregor, actriz de cine y teatro austriaca.
- Ignaz Hochhäusler, fotógrafo austriaco.
- Antonia Zegers, actriz chilena.
- Antonio Horvath, político chileno.
- Sergio Livingstone Pohlhammer, futbolista chileno.
- Roberto Lindl, músico chileno.
- Rodrigo Hinzpeter Kirberg, abogado y político chileno.
- Eduardo de la Iglesia Schuffeneger, actor y presentador de televisión chileno.
- Carlos Caszely, futbolista y comentarista deportivo.
- Leonardo Farkas, empresario, millonario y filántropo.
- Otto F. Kernberg, psiquiatra y psicoanalista austro-estadounidense.
- Sixto Parzinger, sacerdote católico, obispo de Villarica.